# 骨齒鳥
骨齒鳥（學名：Osteodontornis）是一屬已滅絕的海鳥。其下只有一個物種，為奥氏骨齿鸟Osteodontornis orri，其名字是為紀念自然學家Ellison Orr。
骨齒鳥最初被認為是與鸌形目的信天翁有關，但牠們似乎是鵜鶘、鸛科或水禽的近親。由於這些不明朗，牠們被分類到齒鳥目中。牠們在齒鳥目中的分類並未完全解決。在加拿大溫哥華島發現的Cyphornis magnus最初相信是屬於始新世的，但現已認為是屬於較骨齒鳥早些許的中新世早期。故此有指骨齒鳥可能是Cyphornis的異名。

## 特徵
骨齒鳥的翼展長5.5-6米，高1.2米。牠們與其他相似的偽齒鳥科是已知飛鳥中第二巨大的，只有阿根廷巨鷹比牠們更大。其頭部由頸部至喙端長約40厘米，眼窩闊5.3厘米。肱骨與人類的長度差不多，但於肩膀末端只闊3.5厘米。頭顱骨方骨的最寬闊處約有3厘米，高4.5厘米。
骨齒鳥的身體矮胖，但骨頭極輕。牠們腳估計是有蹼的，雙翼長而窄。喙佔了頭部的四分之三長度，有骨質的牙齒狀鋸齒。喙很重，故飛行時可能會將喙放在肩膀上。骨質鋸齒是牠們的特徵：在一對大「牙齒」的中間有一顆細小的「牙齒」，周邊有細小的尖齒或更細小的「牙齒」。不過，這些「牙齒」的模式會沿著喙而有所改變，並不可以單靠此來分辨。
骨齒鳥的生活模式非常像信天翁、鸏屬及軍艦鳥，幼長的雙翼及大小可以在遼闊的海洋長距離滑翔。牠們可能會在高平原築巢，在那裡只要順風張開雙翼就能滑翔。牠們是海鳥的一種，似乎以魷魚及其他軟體動物為食物。牠們的牙齒並不怎麼像鋸，故會指向下來喙入及咬住深海的軟體動物。骨齒鳥並不適合潛入水中。

## 分佈
骨齒鳥的遺骸在多個地方都有發現，一般都是屬於中新世。最為重要的，牠們是在北太平洋兩邊發現。現時並不肯定所有骨齒鳥屬的遺骸是否屬於單一物種，大小差異顯示曾進行了一些演化。故此，一些化石可能只是分類到骨齒鳥中，並沒有將之命名為物種。
O. orri的模式標本（編號SBMNH 309）是一個較為完整的化石，大部份為印痕，一些骨頭及羽毛輪廓，是在美國加利福尼亞州中新世晚期的克拉里登组發現。後來在加利福尼亞州亦發現了一些標本。在日本發現了一些同期的標本：一個完整的右方骨（編號NSM PV-18696）、右頜骨（編號MFM 28351）及一些同期的遺骸。在俄勒岡州發現了一些標本可能是屬於骨齒鳥在委內瑞拉及秘魯也發現了相似的化石；它們可能不同但卻是近親。前者標本（編號MBLUZ-P-5093）是一個前頜骨，其翼展可能超越7米。雖然北美洲中新世的一些遺骸最初被分類到Pelagornis中，但近期的學者都將它們分類到骨齒鳥屬中。
一些從俄勒岡州發現的翼骨化石被分類到Argillornis，但卻與骨齒鳥的沒有兩樣，有可能是較為古老的親緣。它們是已知北太平洋伪齿鸟科最古老的遺骸，但若同區的Cyphornis magnus追溯至古近紀，它們就有可能是屬於此分類。由於可供直接對比的骨頭不多，骨齒鳥與其他偽齒鳥科的關係不詳。整個屬也有可能是Cyphornis的異名。一般來說，近期的學者都傾向將大西洋巨大新近紀的偽齒鳥科分類到Pelagornis，而將北太平洋的分類到骨齒鳥屬中。就南半球的偽齒鳥科，由於沒有足以確定的完整化石，故亦不詳。大部份現今的海鳥，如信天翁及其他鸌形目等，都因赤道流而有北半球及南半球的種系發生分界。但這是否也適用於較溫暖的中新世不明，但一般而高南北分界在史前已經出現，甚至早於中新世。

## 外部連結
- University of Kyoto （页面存档备份，存于）
- California Mediterranean Research Learning Center